# 约翰娜·梅斯托夫
约翰娜·梅斯托夫（德語：Johanna Mestorf，1828年4月17日—1909年7月20日），德国史前时代考古学家，是普鲁士王国第一位女性博物馆馆长，并一般认为是德国第一位女教授。

## 生平
约翰娜于1828年4月17日生于荷尔斯泰因公国巴特布拉姆施泰特，她的父亲是一位医生和古董收藏家。1837年，她的父亲去世，随母亲搬到伊策霍，在这里她进入布勒克尔学院女子高中部读书。1849年，约翰娜到瑞典，在皮佩伯爵家做女家庭教师，同时学习斯堪的纳维亚语。。1853年，她返回德国，在随后的几年里，随一位与皮佩家族有亲戚关系的伯爵夫人多次游历法国和意大利。自1859年起，约翰娜与她的哥哥哈若（Harro）一起居住在 汉堡，1867年，她在汉堡找到一个涉外秘书的工作。工作之余，她自学考古学。 
1863年起，约翰娜·梅斯托夫将几部重要的斯堪的纳维亚语考古学著作翻译成德语，这些译作对德国考古学产生了重要影响，尤其是三代法划分和古手工制品分类研究方面。自1860年代起，她开始发表民族誌和考古学方面的文章， 并开始讲北欧神话方面的课程。她参加了多届人类学会议，1869年哥本哈根，1871年博洛尼亚，1874年斯德哥尔摩和1876年布达佩斯，每届会议，她都有报告发表。
1868年，基尔博物馆授予梅斯托夫一个荣誉职位，1873年，这座博物馆被合并入基尔大学史前史与古代史研究所一座古文物博物馆， 成为基尔大学的一部分，由梅斯托夫负责管理。1891年，她正式成为馆长，她也成为德国历史上第一位女博物馆馆长。她把父亲的藏品捐献给了博物馆，自此之后，她负责博物馆关于史前史和古代史的核心藏品。1899年，为庆祝她71岁诞辰，普鲁士文化大臣任命她为荣誉教授。 她也一般被视为德国第一个获得教授头衔的女性。但是，根据基尔大学的有关文献，第一位女教授是“一位来自波罗的海的博物学家”  。1909年4月1日，梅斯托夫退休。4月17日，在她81岁诞辰日，她获得基尔大学荣誉博士学位。1899年，由于一些问题上的意见分歧，她曾被拒绝授予这一头衔。
在1884/85學年，有些女性不獲許可出席基爾大學有關歌德的講課，梅斯托爾夫是其中一人，因為講課教授不加准許。但梅斯托爾夫在自己的学术领域很受尊重，鲁道夫·菲尔绍和其他人非常认可她的能力，曾请求文化部准她告假，以参与组织举办1880年柏林人类学展览 。
梅斯托夫在即将去世之前，6月24日她母亲生日这天，为纪念自己的母亲，拿出500国家马克，向布拉姆斯特12名贫苦老年妇女捐献一年一度的“牛肉汤团”。

## 学术成就
梅斯托夫主要研究石勒苏益格-荷尔斯泰因史前史。很多术语就是她的首创，比如“单墓葬文化”（Einzelgrabkultur），用以描述绳纹器文化时代的德国北部和斯堪的纳维亚南部地区 还有泥炭沼人（Moorleiche），描述在欧洲沼泽泥炭沼中发现的人尸体或部分尸体。她完成了石勒苏益格-荷尔斯泰因地区史前发现的编目工作，并向公众普及保护史前发现的重要意义，她负责丹内维尔克等考古遗址的发掘，并及时进行研究和保护。她还用心记录和保护荷尔斯泰因农民家庭的传统银首饰，还拿出一部分捐献给陶洛博物馆。
代表性学术著作有：
- Wiebeke Kruse, eine holsteinische Bauerntochter. Ein Blatt aus der Zeit Christians IV. Hamburg: Meissner, 1866. (historical novelisation)
- Der archäologische Congress in Bologna. Aufzeichnungen. Hamburg: Meissner, 1871.
- Der internationale archäologische und anthropologische Congress in Stockholm am 7. bis 16. August 1874 – siebente Versammlung. Hamburg: Meissner, 1874.
- Der internationale Anthropologen- und Archäologen-Congress in Budapest vom 4. bis 11. September 1876 – achte Versammlung. Hamburg: Meissner, 1876.
- Die vaterländischen Alterthümer Schleswig-Holsteins. Ansprache an unsere Landsleute. Hamburg: Meißner, 1877.
- Vorgeschichtliche Alterthümer aus Schleswig-Holstein. Zum Gedächtnis des fünfzigjährigen Bestehens des Museums vaterländischer Alterthümer in Kiel. Hamburg: Meissner, 1885.
- Katalog der im germanischen Museum befindlichen vorgeschichtlichen Denkmäler. Rosenberg'sche Sammlung. Nuremberg: Germanisches Museum, 1886.
- Urnenfriedhöfe in Schleswig-Holstein. Hamburg: Meissner, 1886.
- "Aus dem Steinalter. Gräber ohne Steinkammer unter Bodenniveau". Mitteilungen des Anthropologischen Vereins in Schleswig-Holstein 1892, pp. 9–24.
- "Moorleichen". In Bericht des Museums Vaterländischer Alterthümer bei der Universität Kiel 42 (1900)
- (with Karl Albert Weber). Wohnstätten der älteren neolithischen Periode in der Kieler Föhrde. Kiel: Lipsius & Tischer, 1904.
- Führer durch das Schleswig-Holsteinische Museum Vaterländischer Altertümer in Kiel. Kiel: Dr. von Schmidt & Klaunig, 1909.

## 荣誉与纪念
梅斯托夫除了被授予名誉博士学位和名誉教授，还被选为19个著名学术团体的名誉或通信会员， 这些学术团体包括柏林人類學、民族學和史前史学会（1891年）、慕尼黑人類學学会、瑞典史前史联合会、芬兰史前史聯合会、维也纳史前史联合会等。
梅斯托夫还获得以下奖章：
- 艺术和科学小金奖（Small Gold Medal for Art and Science）（1904年）[20][21]
- 女性仪典银质奖章（Silver Women's Order of Service）[20]
- 瑞典奥斯卡一世王后金质奖章（Swedish Gold Medal of the Wife of Oscar I）[20]

梅斯托夫退休时，获得德國皇帝威廉二世亲笔签名照，因为当时还没有嘉奖女性的方式。
基尔大学一条街道以她的名字命名，这条街道上坐落着欧洲民族学系和史前史与古代史研究所，以她的名字命名的约翰娜·梅斯托夫讲堂里挂着她的肖像。她葬在汉堡一座公墓，与她的家人葬在一起，石勒苏益格考古博物馆一直支付她的墓所需费用，直到墓被拆除，她的墓碑一直保存在该博物馆图书馆的阅览室。